# Dylan Blujus
Dylan Blujus, född 22 januari 1994 i Buffalo, New York, är en amerikansk professionell ishockeyspelare som spelar för Utica Comets i American Hockey League.